# Molophilus (Molophilus) perattenuatus
Molophilus (Molophilus) perattenuatus is een tweevleugelige uit de familie steltmuggen (Limoniidae). De soort komt voor in het Oriëntaals gebied.